# Hoge Bomen
Hoge Bomen is een Nederlands televisieprogramma dat uitgezonden werd door SBS6. De presentatie van het programma was in handen van Jeroen van der Boom.

## Format
Het programma is een praatprogramma gepresenteerd en bedacht door Jeroen van der Boom. In het programma staat elke aflevering een bekende Nederlander bekend en wordt er teruggeblikt op diegene zijn leven en carrière. Dit doen ze aan de hand van gesprekken, muziek en familieleden van de bekende gast.
Elke aflevering sluit Van der Boom af met een zelfgemaakte tekst op een bestaand nummer om zijn gast te eren.

## Seizoensoverzicht
| Seizoen | Uitzendtijden          | Aantal afleveringen | Start seizoen    | Start seizoen | Einde seizoen | Einde seizoen | Gemiddelde kijkcijfers |
| Seizoen | Uitzendtijden          | Aantal afleveringen | Datum            | Kijkcijfers   | Datum         | Kijkcijfers   | Gemiddelde kijkcijfers |
| ------- | ---------------------- | ------------------- | ---------------- | ------------- | ------------- | ------------- | ---------------------- |
| 1       | Zaterdag 21:30 – 22:30 | 5                   | 11 april 2020    | 690.000       | 9 mei 2020    | 619.000       | 786.400                |
| 2       | Zaterdag 21:30 – 22:30 | 6                   | 20 maart 2021    | 684.000       | 24 april 2021 | 779.000       | 763.333                |
| 3       | Zaterdag 21:30 – 22:30 | 5                   | 26 februari 2022 | 897.000       | 26 maart 2022 | 206.000       | 448.000                |

## Seizoenen

### Seizoen 1 (2020)
| Aflevering | Gast                | Datum         | Kijkcijfers | Kijkcijfers inclusief uitgesteld kijken |
| ---------- | ------------------- | ------------- | ----------- | --------------------------------------- |
| 1          | Rachel Hazes        | 11 april 2020 | 690.000     |                                         |
| 2          | Martien Meiland     | 18 april 2020 | 970.000     | 1.118.000                               |
| 3          | Louis van Gaal      | 25 april 2020 | 911.000     | 959.000                                 |
| 4          | Sylvie Meis         | 2 mei 2020    | 742.000     | 807.000                                 |
| 5          | John van den Heuvel | 9 mei 2020    | 619.000     | 679.000                                 |

### Seizoen 2 (2021)
| Aflevering | Gast             | Datum         | Kijkcijfers | Kijkcijfers inclusief uitgesteld kijken |
| ---------- | ---------------- | ------------- | ----------- | --------------------------------------- |
| 1          | Fred van Leer    | 20 maart 2021 | 684.000     | 827.000                                 |
| 2          | Jan Smit         | 27 maart 2021 | 788.000     | 895.000                                 |
| 3          | Jack van Gelder  | 3 april 2021  | 640.000     | 744.000                                 |
| 4          | Gerard Joling    | 10 april 2021 | 876.000     | 1.038.000                               |
| 5          | Robert ten Brink | 17 april 2021 | 813.000     | 914.000                                 |
| 6          | Paul de Leeuw    | 24 april 2021 | 779.000     | 927.000                                 |

### Seizoen 3 (2022)
| Aflevering | Gast                    | Datum            | Kijkcijfers | Kijkcijfers inclusief uitgesteld kijken |
| ---------- | ----------------------- | ---------------- | ----------- | --------------------------------------- |
| 1          | Frans Bauer             | 26 februari 2022 | 897.000     | 1.093.000                               |
| 2          | Najib Amhali            | 5 maart 2022     | 386.000     | 513.000                                 |
| 3          | Ronald Koeman           | 12 maart 2022    | 444.000     | 567.000                                 |
| 4          | Sonja Bakker            | 19 maart 2022    | 307.000     | 432.000                                 |
| 5          | Maarten van der Weijden | 26 maart 2022    | 206.000     | n.n.b.                                  |

In het derde seizoen zal Ronald Koeman te gast zijn. Koeman was oorspronkelijk een gast voor het tweede seizoen, echter doordat Van der Boom besmet was met het coronavirus werden de opnames destijds geannuleerd.